# استانیسواف میلسکی
استانیسواف میلسکی (لهستانی: Stanisław Milski؛ ۸ فوریه ۱۸۹۷ – ۴ سپتامبر ۱۹۷۲) بازیگر اهل لهستان بود.
از فیلم‌ها یا برنامه‌های تلویزیونی که وی در آن نقش داشته‌است، می‌توان به شیطان در کلاس هفتم، چگونه جنگ جهانی دوم را آغاز کردم، روز هشتم هفته، گفتار پایانی نورنبرگ، کنتس کوزل، از دوشنبه‌ها بیزارم، خرس، قماری بالاتر از زندگی، خاکستر و الماس، عقاب، یک نسل و فرعون اشاره کرد.